# Fàbrica Roca Umbert
|  | Aquest article fa referència a la fàbrica de Sant Feliu de Codines. Pel que fa a la de Granollers, vegeu Antiga Fàbrica Roca Umbert i Roca Umbert Fàbrica de les Arts. Pel que fa a l'empresa matriu, vegeu Roca Umbert S.A. |

La fàbrica Roca Umbert és un edifici de Sant Feliu de Codines (Vallès Oriental) inclòs a l'Inventari del Patrimoni Arquitectònic de Catalunya.

## Descripció
És un local industrial aïllat de planta rectangular, compost de soterrani, planta baixa i dues plantes. La façanes són iguals i planes, de composició simètrica, formades per una seriació de pilars amb arcs de mig punt. Els pilars tenen un valor de doble alçada i donen al conjunt un caràcter de monumentalitat.

## Història
És l'edifici industrial més gran de Sant Feliu. Havia estat una fàbrica tèxtil força important i durant molts anys ha donat feina a molta gent de la població. En la dècada dels 70 del segle xx, a causa de la greu crisi econòmica i en particular la del sector tèxtil, va haver de parar la majoria de les màquines, cosa que va deixar molta gent a l'atur. Actualment està parcialment explotada i s'hi produeixen productes tèxtils. Els plànols d'aquest edifici hom els ha atribuït a Antoni Gaudí, però això no ha estat verificat.